# Ursula Sehrbrock
Ursula Sehrbrock (* 18. November 1971 in Gelsenkirchen) ist eine ehemalige deutsche Basketballspielerin.

## Laufbahn
Sehrbrock nahm im Juli 1988 mit der bundesdeutschen Auswahl an der Juniorinneneuropameisterschaft in Bulgarien teil.
In der Bundesliga gehörte sie bis 1993 zum Kader des TSV Bayer 04 Leverkusen. Im Spieljahr 1994/95 war Sehrbrock Mitglied des Bundesliga-Aufgebots der TG Neuss, von 1995 bis 1997 dann eines weiteren Erstligisten, BC Oberhausen.